# Dominikus Dietrich (Jurist)

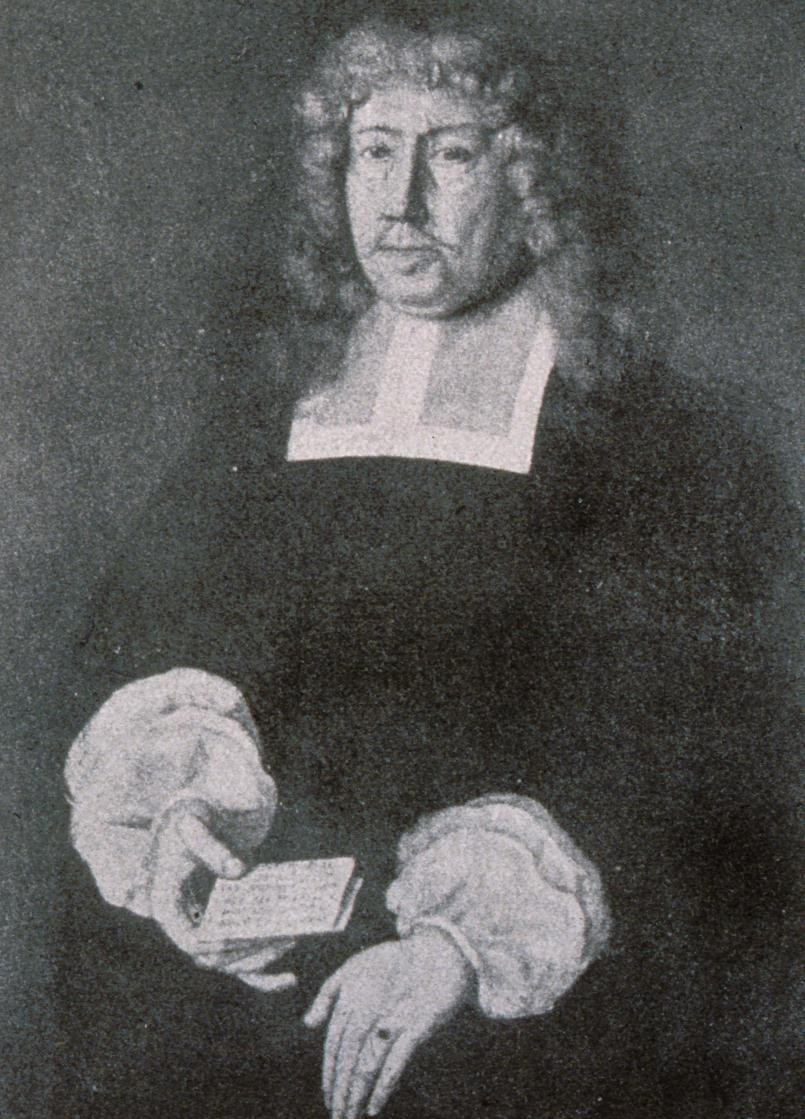
Dominikus Dietrich (17. Jahrhundert)

Dominikus Dietrich (* 30. Januar 1620 in Straßburg; † 9. März 1692 ebenda) war ein deutscher Jurist und ab 1660 mehrmals Ammeister (Bürgermeister) von Straßburg.
Dominikus Dietrich stammte aus einer protestantischen, ursprünglich französischen Familie Didier. Er studierte in seiner Heimatstadt, trat schon früh in den Großen Rat ein und wurde zum ersten Mal 1660 zum Ammeister gewählt. Da die evangelische Reichsstadt durch die Reunionspolitik des französischen Königs Ludwig XIV. zunehmend unter Druck geriet, verfolgte er eine auf Neutralität zielende Politik und suchte den Ausgleich mit den Vertretern Frankreichs in Straßburg, was ihm das Misstrauen der Patrioten einbrachte. Seine Stellung wurde noch schwieriger, als er 1672 die Hinrichtung von Georg Obrecht betrieb, der eine anonyme Schmähschrift gegen ihn verfasst hatte. Doch beteiligte er sich 1678 persönlich an dem Widerstand, den Straßburger Truppen und Schweizer in der Festung Kehl den Franzosen entgegensetzten, jedoch ohne Erfolg. Als 1681 infolge des Spruchs der Reunionskammern ein französisches Heer unter Joseph de Montclar vor Straßburg erschien, begab er sich an der Spitze einer Deputation in das französische Lager, musste aber am 30. September die Urkunde unterzeichnen, welche die Übergabe der alten Reichsstadt enthielt.
Dietrich hielt, anders als andere Patrizier, am lutherischen Bekenntnis fest, was die neuen französischen Herrscher zu harten Maßnahmen veranlasste. 1685 wurde er nach Paris beordert und von François Michel Le Tellier de Louvois zur Konversion zum Katholizismus gedrängt. Als er sich weigerte, wurde er nach Guéret, später nach Vésoul verbannt und durfte erst 1689 nach Straßburg zurückkehren.
Aus seiner Ehe mit Ursula Wencker ging die elsässische Industriellenfamilie De Dietrich hervor.